# Бохайхайся
Боха́йхайся́ (Бохайский, Боха́й, устар. Чжили, Чжили́йский; кит. упр. 渤海海峡, пиньинь Bóhǎi hǎixiá) — пролив на северо-западе Жёлтого моря между Шаньдунскии полуостровом Восточного Китая и Ляодунским полуостровом Северо-Восточного Китая. На севере ограничен мысом Лаотешань (Лаотешанси) полуострова Гуаньдун, на юге — мысом Пэнлай (Пэнлайтоу) Шаньдунского полуострова. Связывает Бохайский и Ляодунский заливы Бохайского моря с Жёлтым морем. 
В проливе круглый год преобладают течения направленные на юг, со средней скоростью около 1 км/ч, замедляющиеся в летний период и усиливающиеся зимой.
Порты: Далянь, Яньтай.